# Fittingia tubiflora
Fittingia tubiflora är en viveväxtart som beskrevs av Carl Christian Mez. Fittingia tubiflora ingår i släktet Fittingia och familjen viveväxter. Inga underarter finns listade i Catalogue of Life.